# Фернандес, Томас
Тома́с Ферна́ндес (исп. Tomás Fernández; 1915, Испания — дата смерти неизвестна) — кубинский футболист, нападающий, участник чемпионата мира 1938 года.

## Карьера

### Клубная
Томас Фернандес играл за кубинский клуб «Сентро Гальего».

### В сборной
В составе сборной принял участие в чемпионате мира 1938 года. Сыграл в трёх матчах, забил решающий гол в переигровке со сборной Румынии.
| Матчи и голы Томаса Фернандеса за сборную Кубы на ЧМ-1938 | Матчи и голы Томаса Фернандеса за сборную Кубы на ЧМ-1938 | Матчи и голы Томаса Фернандеса за сборную Кубы на ЧМ-1938 | Матчи и голы Томаса Фернандеса за сборную Кубы на ЧМ-1938 | Матчи и голы Томаса Фернандеса за сборную Кубы на ЧМ-1938 | Матчи и голы Томаса Фернандеса за сборную Кубы на ЧМ-1938 | Матчи и голы Томаса Фернандеса за сборную Кубы на ЧМ-1938 |
| --------------------------------------------------------- | --------------------------------------------------------- | --------------------------------------------------------- | --------------------------------------------------------- | --------------------------------------------------------- | --------------------------------------------------------- | --------------------------------------------------------- |
| №                                                         | Дата                                                      | Место проведения                                          | Соперник                                                  | Счёт                                                      | Голы                                                      | Турнир                                                    |
| 1                                                         | 5 июня 1938                                               | Тулуза, Франция                                           | Румыния                                                   | 3:3                                                       | -                                                         | Чемпионат мира по футболу 1938                            |
| 2                                                         | 9 июня 1938                                               | Тулуза, Франция                                           | Румыния                                                   | 2:1                                                       | 1                                                         | Чемпионат мира по футболу 1938                            |
| 3                                                         | 12 июня 1938                                              | Антиб, Франция                                            | Швеция                                                    | 0:8                                                       | -                                                         | Чемпионат мира по футболу 1938                            |

Итого: 3 матча / 1 гол; 1 победа, 1 ничья, 1 поражение.